# Ringenstellen
Ringenstellen ist ein Ortsteil der Gemeinde Windeck im Rhein-Sieg-Kreis.

## Lage
Der Ort Ringenstellen liegt im Nutscheid auf etwa 150 m ü. NHN. Er liegt im Tal des Rieferather Baches und gehört zur Herchener Höhe. Südlich von Ringenstellen mündet der Rieferather Bach in den Ottersbach. Nachbarorte sind Rieferath sowie Niederottersbach in der Gemeinde Eitorf.

## Geschichte
1885 hatte Ringenstellen zehn Häuser mit 27 Einwohnern. 
1925 gab es nur noch vier Haushalte: Tagelöhner Peter Ottenbach, Landwirt Heinrich Jost, Ackergehülfe Johann Becker und Landwirtin Katharina Groß.
1950 waren es wieder elf Haushalte.
Bis 1969 gehörte der Ort zur Bürgermeisterei Herchen.